# Собор Святого Иоанна Евангелиста (Солфорд)
Собор Святого Иоанна Евангелиста (англ. Cathedral Church of St. John the Evangelist), также известный как Солфордский собор — католический собор епархии Солфорда. Находится на Чапел-стрит в Солфорде, Большой Манчестер, Англия. Включён в список культурного наследия II* степени. Посвящён святому Иоанну Евангелисту.

## История
Церковь Святого Иоанна в Солфорде была построена между 1844 и 1848 годами по проекту Мэтью Эллисона Хэдфилда (1812—1885), архитектора из Шеффилда. Это была первая крестообразная католическая церковь в Англии, построенная после Реформации. Хэдфилд взял за основу ряд известных средневековых церквей: «западный» (фактически южный) фасад и неф в уменьшенном масштабе скопированы с аббатства Хоуден в Йоркшире; хор и алтарь очень похожи на хор аббатства Селби в Северном Йоркшире; украшения свода скопированы с церкви Святого Жака в Льеже, Бельгия; колокольня и шпиль, который был самым высоким в Ланкашире на момент строительства, вдохновлены церковью Святой Марии Магдалины, Ньюарк-он-Трент, Ноттингемшир.

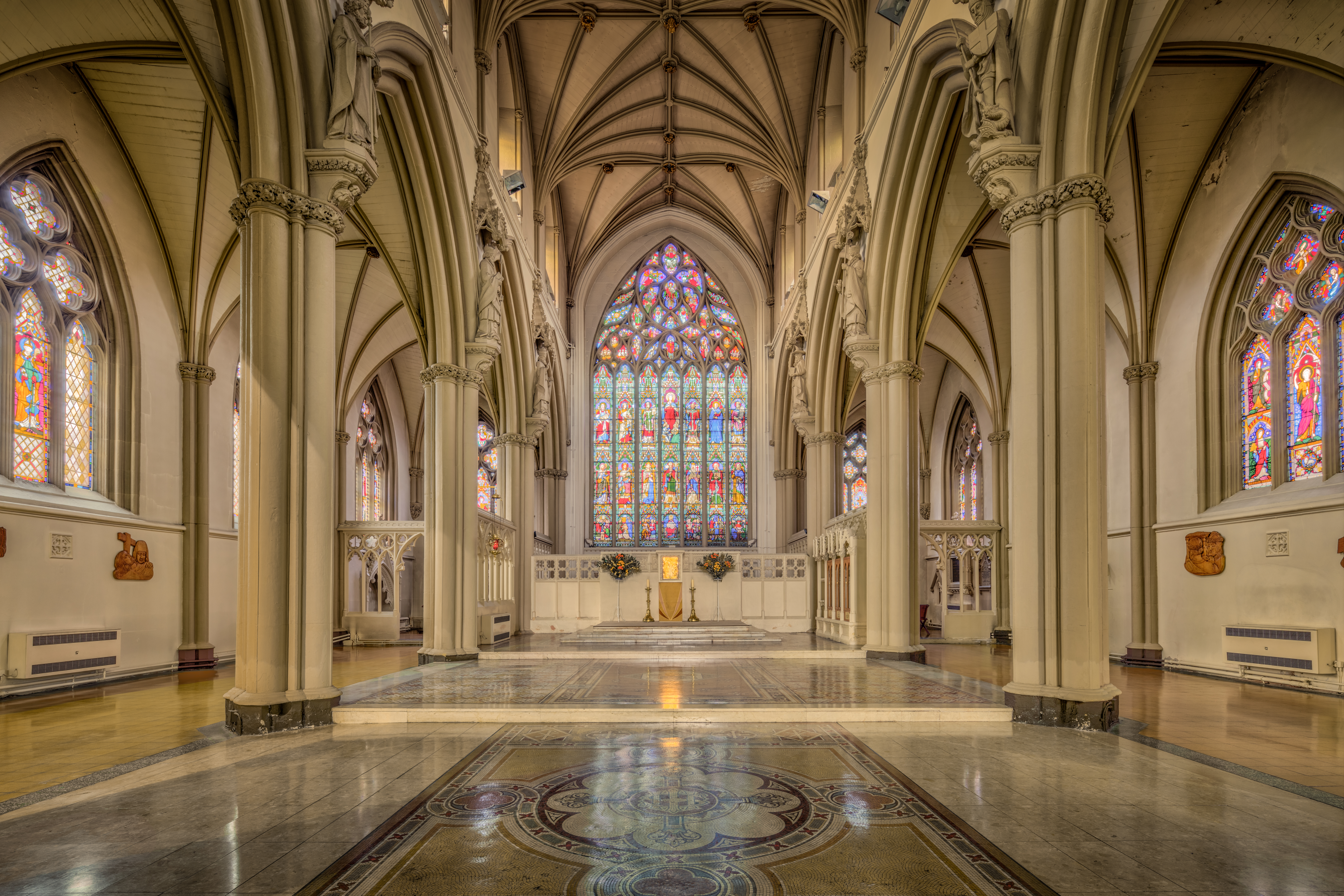
Неф

Первый камень в фундамент был заложен в 1844 году епископом Джеймсом Шарплсом, коадъютором епископа Джорджа Брауна, апостольского викария округа Ланкашир. Церковь была открыта 9 августа 1848 года: епископ Браун отслужил торжественную мессу в присутствии епископов других викариатов Англии и Уэльса. В 1852 году собор Святого Иоанна был возведён в статус кафедрального собора после создания епархии Солфорда в сентябре 1850 года, что сделало его одним из первых четырёх католических соборов в Англии и Уэльсе после Реформации. Первым епископом новой епархии стал Уильям Тёрнер, который был рукоположен 25 июля 1851 года.
«Восточное» окно собора, созданное Уильямом Уэйлсом из Ньюкасла в 1856 году, изображает историю католичества в Англии, от обращения Этельберта святым Августином в 597 году до восстановления католической иерархии в 1850 году. Строительство собора обошлось в 18 тысяч фунтов стерлингов.